# Las Camelias
Las Camelias är en ort i Mexiko.   Den ligger i kommunen Texistepec och delstaten Veracruz, i den sydöstra delen av landet, 500 km öster om huvudstaden Mexico City. Las Camelias ligger 24 meter över havet och antalet invånare är 204.
Terrängen runt Las Camelias är platt. Runt Las Camelias är det ganska glesbefolkat, med 28 invånare per kvadratkilometer. Närmaste större samhälle är Hidalgotitlán, 17,6 km nordost om Las Camelias. Omgivningarna runt Las Camelias är en mosaik av jordbruksmark och naturlig växtlighet.